# Romênia nos Jogos Paralímpicos de Verão de 2012
Romênia participou dos Jogos Paralímpicos de Verão de 2012, que foram realizados na cidade de Londres, no Reino Unido, entre 29 de agosto e 9 de setembro de 2012.